# Ẩm thực Angola

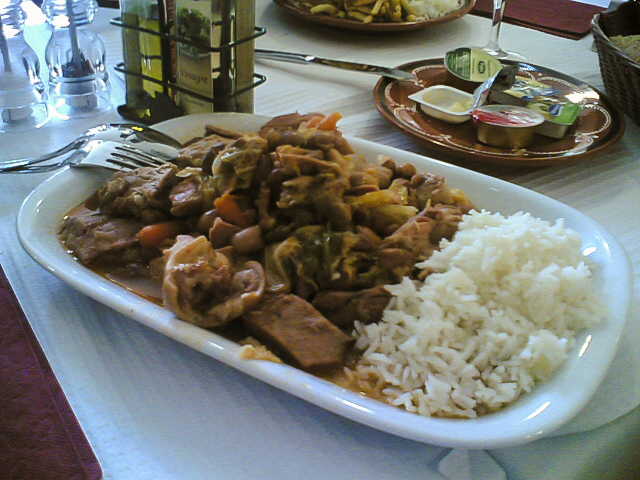
Feijoada à transmontana điển hình của Bồ Đào Nha

Vị trí của Angola

Ẩm thực Angola là ẩm thực của Angola, một quốc gia ở nam trung châu Phi. Vì Angola từng là thuộc địa của Bồ Đào Nha hàng thế kỷ, ẩm thực Bồ Đào Nha có ảnh hưởng đáng kể đến ẩm thực Angola, với nhiều thực phẩm nhập khẩu từ Bồ Đào Nha.

## Nguyên liệu
Nguyên liệu thiết yếu bao gồm bột mì, đậu và cơm, cám ngô (bột ngô xay), bột sắn, cá, thịt lợn và thịt gà, các loại xốt và rau như là khoai lang, cà chua, hành tây, và đậu bắp. Gia vị như là tỏi cũng phổ biến.

## Món ăn

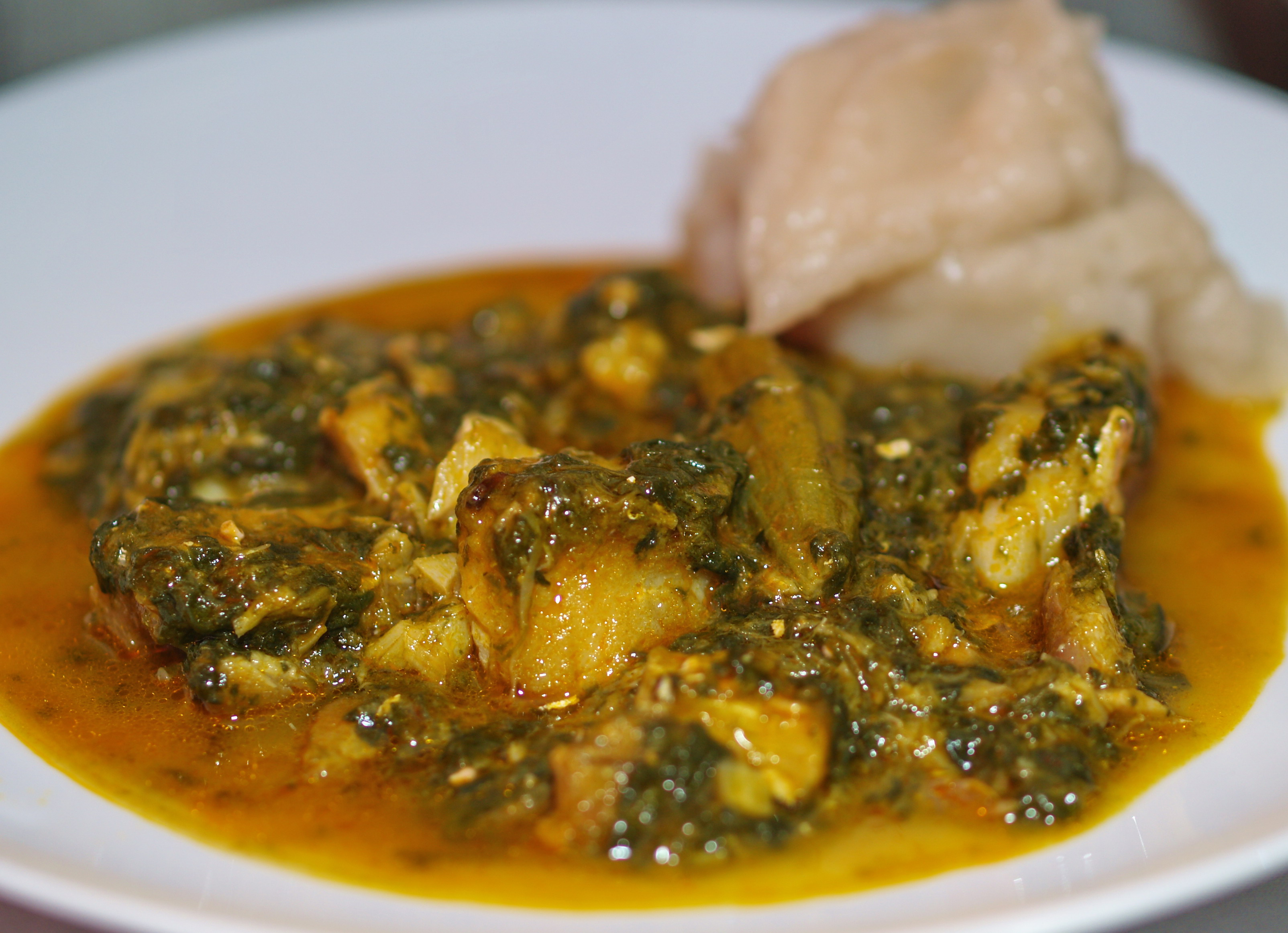
Cá calulu, một món điển hình từ Angola và São Tomé e Príncipe

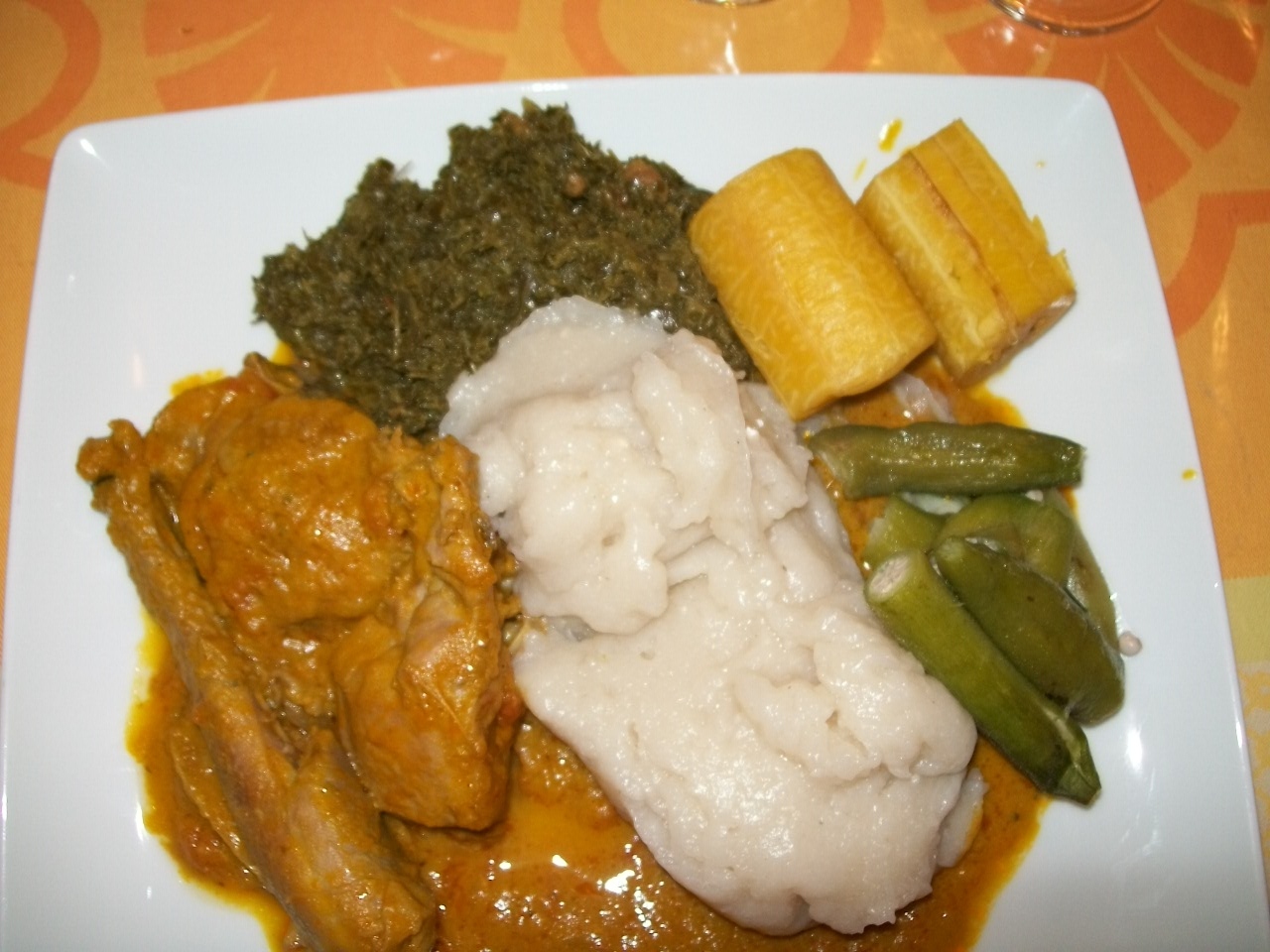
Moamba de galinha, traditional dish of Luanda - palm oil, cassava flour porridge, okra, plantains, wild spinach

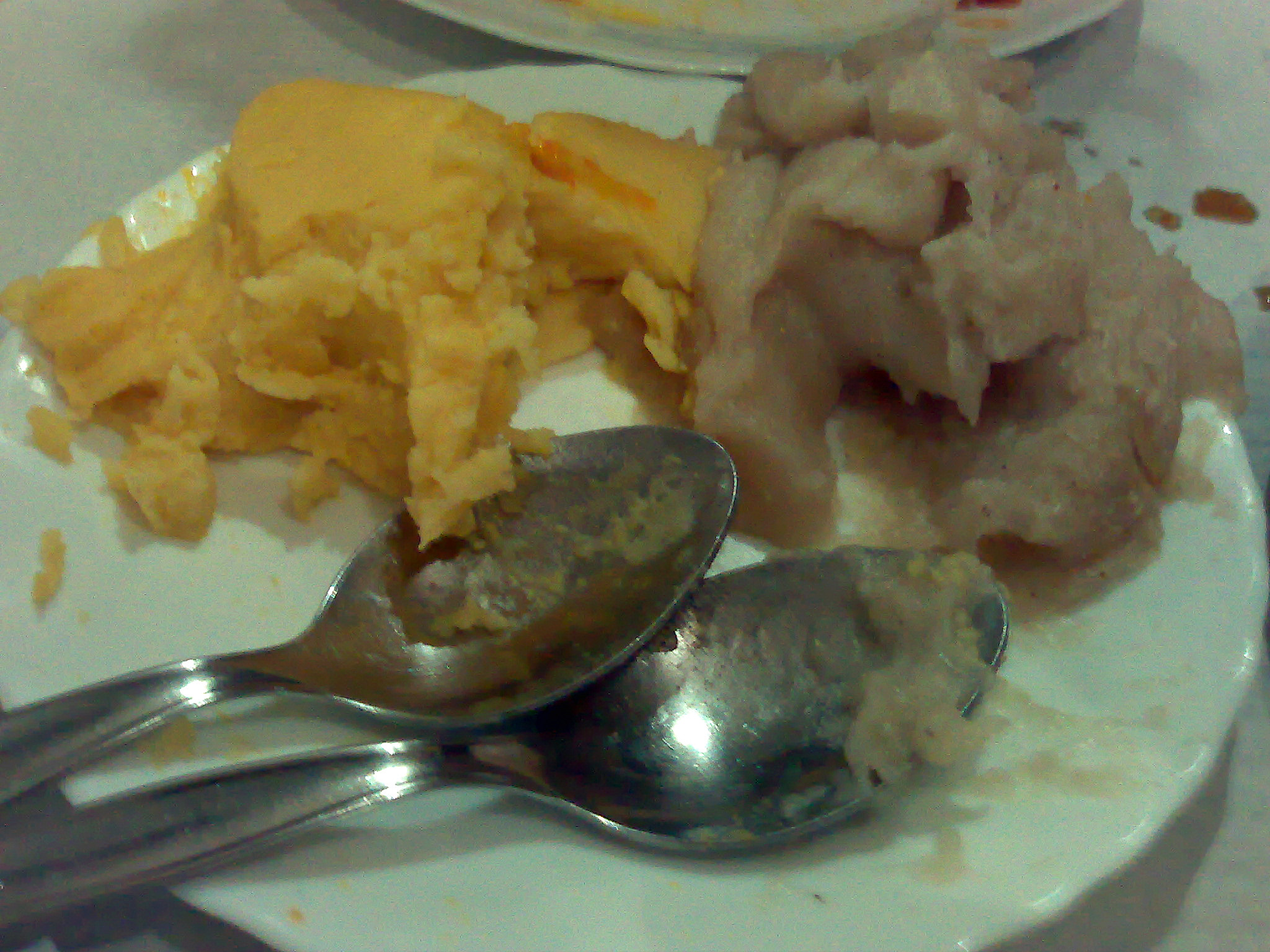
Funge ngô (trái) và sắn (phải), một món ăn thêm điển hình của Angola

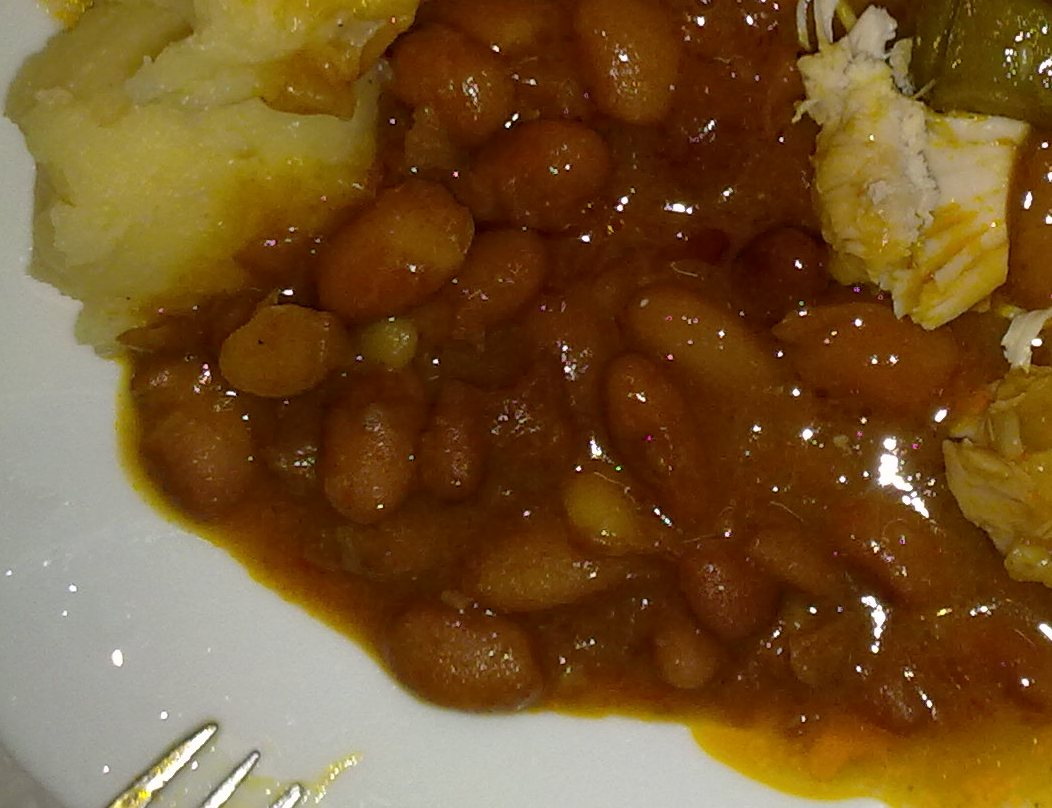
Feijão de óleo de palma – Đậu với dầu cọ, một món truyền thống của Angola

Funge (hoặc funje, phát âm tiếng Bồ Đào Nha: [ˈfũʒɨ̥]) và pirão (phát âm tiếng Bồ Đào Nha: [piˈɾɐ̃w]) là các món phổ biến, và ở những hộ gia đình nghèo hơn nó được tiêu thụ làm mó ăn hàng ngày. Món này thường được ăn với cá, lợn, gà hoặc đậu. Funge de bombo (phát âm tiếng Bồ Đào Nha: [dɨ ˈbõbu]), phổ biến hơn ở bắc Angola, một loại tương hoặc cháo đặc từ sắn, làm từ bột sắn. Nó sền sệt và có màu xám. Pirão, màu vàng và giống với polenta, nó làm từ bột ngô và phổ biến hơn ở phía nam. Fubá (phát âm tiếng Bồ Đào Nha: [fuˈba]) là thuật ngữ để làm loại bột được sử dụng để làm funge và pirão, nó còn được dùng để làm angu, polenta kiểu Brasil. Cả hai loại đều được tả là  nhạt nhẽo nhưng gây no và thường được ăn với các loại xốt và nước quả hoặc với gindungo (xem phần dưới), một gia vị cay.
Moamba de galinha (hoặc gà moamba, phát âm tiếng Bồ Đào Nha: [ˈmwɐ̃ba dɨ ɡɐˈɫĩɲɐ]) là gà với tương cọ, đậu bắp, tỏi và dầu cọ hash hoặc dầu cọ đỏ, thường dùng với cơm hoặc funge. Cả funge và moamba de galinha đều được coi là món ăn quốc gia. Một món biến thể của moamba de galinha, muamba de ginguba, sử dụng ginguba (phát âm tiếng Bồ Đào Nha: [ʒĩˈɡubɐ], xốt lạc) thay vì tương cọ.
Các món phổ biến khác trong ẩm thực Angola bao gồm:
- Arroz (các món gạo), bao gồm arroz da Ilha (cơm với gà hoặc cá), arroz de garoupa da Ilha (phát âm tiếng Bồ Đào Nha: [ɐˈʁoʑ dɨ ɡɐˈɾo(w)pɐ dɐ ˈiʎɐ], (cơm với cá mú), và arroz de marisco (phát âm tiếng Bồ Đào Nha: [mɐˈɾiɕku], cơm trắng với hải sản, thường là tôm, mực, cá thịt trắng, hoặc tôm hùm).
- Cabidela (phát âm tiếng Bồ Đào Nha: [kɐbiˈðɛɫɐ]), một món nấu trong tiết canh, dùng với cơm và  funge. Thường là (galinha de cabidela, galinha à cabidela), dùng với giấm, cà chua, hành tây và tỏi. Nó cũng du nhập vào ẩm thực Brasil.
- Caldeirada de cabrito (phát âm tiếng Bồ Đào Nha: [kaɫde(j)ˈɾaðɐ dɨ kɐˈβɾitu]), món hầm thịt dê dùng với cơm, một món truyền thống trong ngày độc lập Angola, 11 tháng 11.
- Cá hầm, bao gồm caldeirada de peixe (phát âm tiếng Bồ Đào Nha: [dɨ ˈpe(j)ʃɨ̥]), làm với "mọi thứ có thể" và dùng với cơm, và muzongue (phát âm tiếng Bồ Đào Nha: [muˈzõɡɨ̥]), làm từ cá khô và cá tươi nguyên con nấu với dầu cọ, khoai lang, hành tây, cà chua, rau chân vịt và gia vị dùng với cơm, rau chân vịt, funje, và farofa; một số người Angola tin rằng món hầm này giúp giải rượu nếu uống trước khi đau đầu.
- Calulu (phát âm tiếng Bồ Đào Nha: [kɐɫuˈɫu]), cá khô với rau, thường là hành tây, cà chua, mướp tây, khoai lang, tỏi, dầu cọ, và lá gimboa (giốgn với rau chân vịt); thường dùng với cơm, funge, đậu dầu cọ, và farofa.
- Caruru (phát âm tiếng Bồ Đào Nha: [kɐɾuˈɾu]), một món hầm tôm và đậu bắp, có nguồn gốc Brasil.[5]
- Catatos (phát âm tiếng Bồ Đào Nha: [kɐˈtatuɕ]), sâu bướm xào tỏi, thường dùng với cơm; đặc sản ở Uíge
- Chikuanga (phát âm tiếng Bồ Đào Nha: [ʃikuˈɐ̃ɡɐ]), một loại bánh làm từ bột sắn, gói trong lá chuối; đặc sản của đông bắc1 Angola.
- Cocada amarela (phát âm tiếng Bồ Đào Nha: [kuˈkaðɐ] hoặc phát âm tiếng Bồ Đào Nha: [kɔˈkaðɐ]), bánh pudding dừa vàng làm với đường, dừa nạo, lòng đỏ trứng, và bột quế, một món tráng miệng ở cả Mozambique và Angola.[6][7] Nó rất khác với món cocada ở Brasil.
- Doce de ginguba (phát âm tiếng Bồ Đào Nha: [ˈdosɨ̥ dɨ ʒĩˈɡuβɐ]), kẹo lạc.
- Farofa (phát âm tiếng Bồ Đào Nha: [fɐˈɾɔ̞fɐ]), cơm và đậu với bột sắn rang ở trên; một món có nguồn gốc Brasil phổ biến ở Angola.
- Feijão de óleo de palma (phát âm tiếng Bồ Đào Nha: [fe(j)ˈʒɐ̃w ˈdj ɔɫju dɨ ˈpaɫmɐ]) hoặc dendem, đậu, hành, và tỏi nấu trong dầu cọ; thường dùng với cá, chuối và farofa.
- Frango (grelhado) piri-piri (phát âm tiếng Bồ Đào Nha: [ˈfɾɐ̃ɡu ˌpiɾiˈpiɾi]), món ăn bản xứ của Angola và Mozambique, cũng là một thuộc địa trước đây của Bồ Đào Nha; một món gà nướng ướp rất cay ớt piri piri đôi khi với ớt bột, muối, và nước chanh.[8][9]
- Gafanhotos de palmeira (phát âm tiếng Bồ Đào Nha: [ɡɐfɐˈɲotuʑ dɨ paɫˈmejɾɐ]), châu chấu nướng từ một cây cọ, đặc sản của Cuanza Norte; thường dùng với funge.
- Gindungo (phát âm tiếng Bồ Đào Nha: [ʒĩˈdũɡu]), một loại gia vị làm từ ớt, tỏi, hành tây, và đôi khi có brandy; một số người Angola nghĩ đây là thuốc kích dục
- Jinguinga (phát âm tiếng Bồ Đào Nha: [ʒĩˈɡĩɡɐ]), lòng dê với tiết canh, đặc sản của Malanje, thường dùng với vàfunge.
- Kifula, thịt hú săn dùng với châu chấu luộc hoặc nướng, đặc sản của Cuanza Norte, dùng với funge.
- Kissuto Rombo (phát âm tiếng Bồ Đào Nha: [kiˈsutu ˈʁõbu]), dê nướng với tỏi và nước chanh, dùng với cơm và khoai rán.
- Kitaba or quitaba (phát âm tiếng Bồ Đào Nha: [kiˈtabɐ]), một loại tương lạc giòn với vị ớt.
- Kitetas (phát âm tiếng Bồ Đào Nha: [kiˈtetɐɕ]), nghêu, thường dùng với xốt rượu vang trắng và dùng với bánh mì.
- Kizaka (phát âm tiếng Bồ Đào Nha: [kiˈzakɐ]), lá sắn, giống với rau chân vịt và thường dùng với ginguba (lạc) Kizaka com peixe thái nhỏ,  nghĩa là kizaka với cá, hành tây, và cà chua, dùng với cơm và funge.
- Leite azedo com pirão de milho (phát âm tiếng Bồ Đào Nha: [ˈlejtj ɐˈzeðu kõ piˈɾɐ̃w dɨ ˈmiʎu]), đặc sản của Huíla, sữa lỏng chua với cháo ngô đặc.
- Mafuma (phát âm tiếng Bồ Đào Nha: [mɐˈfumɐ]), thịt ếch, một đặc sản của Cunene.
- Mariscos cozidos com gindungo (phát âm tiếng Bồ Đào Nha: [mɐˈɾiɕkuɕ kuˈziðuɕ kõ ʒĩˈdũɡu]), tôm hùm, tôm, và trai nấu trong nước biển dùng với cơm và xốt cay
- Mousse de maracujá (phát âm tiếng Bồ Đào Nha: [musɨ̥ dɨ mɐɾɐkuˈʒa]), một loại mousse từ chanh dây có nguồn gốc Brasil nhưng phổ biến ở Angola.
- Mufete de kacusso (hoặc cacusso, (phát âm tiếng Bồ Đào Nha: [muˈfɛtɨ̥ dɨ kɐˈkusu])), cá nướng, thường là cá rô phi sông, trong loại xốt béo từ hành tây, giấm, và gia vị, thường được dùng với đậu dầu dừa, cơm, khoai lang, hoặc farofa.
- Mukua (phát âm tiếng Bồ Đào Nha: [muˈku.ɐ]), hoa quả khô từ cây bao bap, thường làm thành kem.
- Molho cru (phát âm tiếng Bồ Đào Nha: [ˈmoʎu ˈkɾu]), xốt hoặc tương dùng với hải sản, làm từ tỏi hoặc, hành lá, mùi tây, thì là Ai Cập, muối, giấm và nước.[7]
- Ngonguenha (phát âm tiếng Bồ Đào Nha: [ᵑɡõˈɡẽɲɐ]), bột sắn rang, đường và sữa, một món mặn.
- Đu đủ với rượu vang porto.[10][11]
- Pavê de ginguba (phát âm tiếng Bồ Đào Nha: [pɐˈve]), bánh sponge lạc tráng miệng.
- Pé-de-moleque (phát âm tiếng Bồ Đào Nha: [ˈpɛ dɨ muˈɫɛkɨ̥]), kẹo lạc và caramen.
- Quiabos com camarão (phát âm tiếng Bồ Đào Nha: [ˈkjaβuɕ kõ kɐmɐˈɾɐ̃w]), tôm với đậu bắp, tỏi, hành tây, và cà chua, dùng với cơm.
- Tarco (phát âm tiếng Bồ Đào Nha: [ˈtaɾku]), cải củ với lạc, dầu cọ, cà chua và hành tây, dùng với thịt hoặc cá.

## Đồ uống

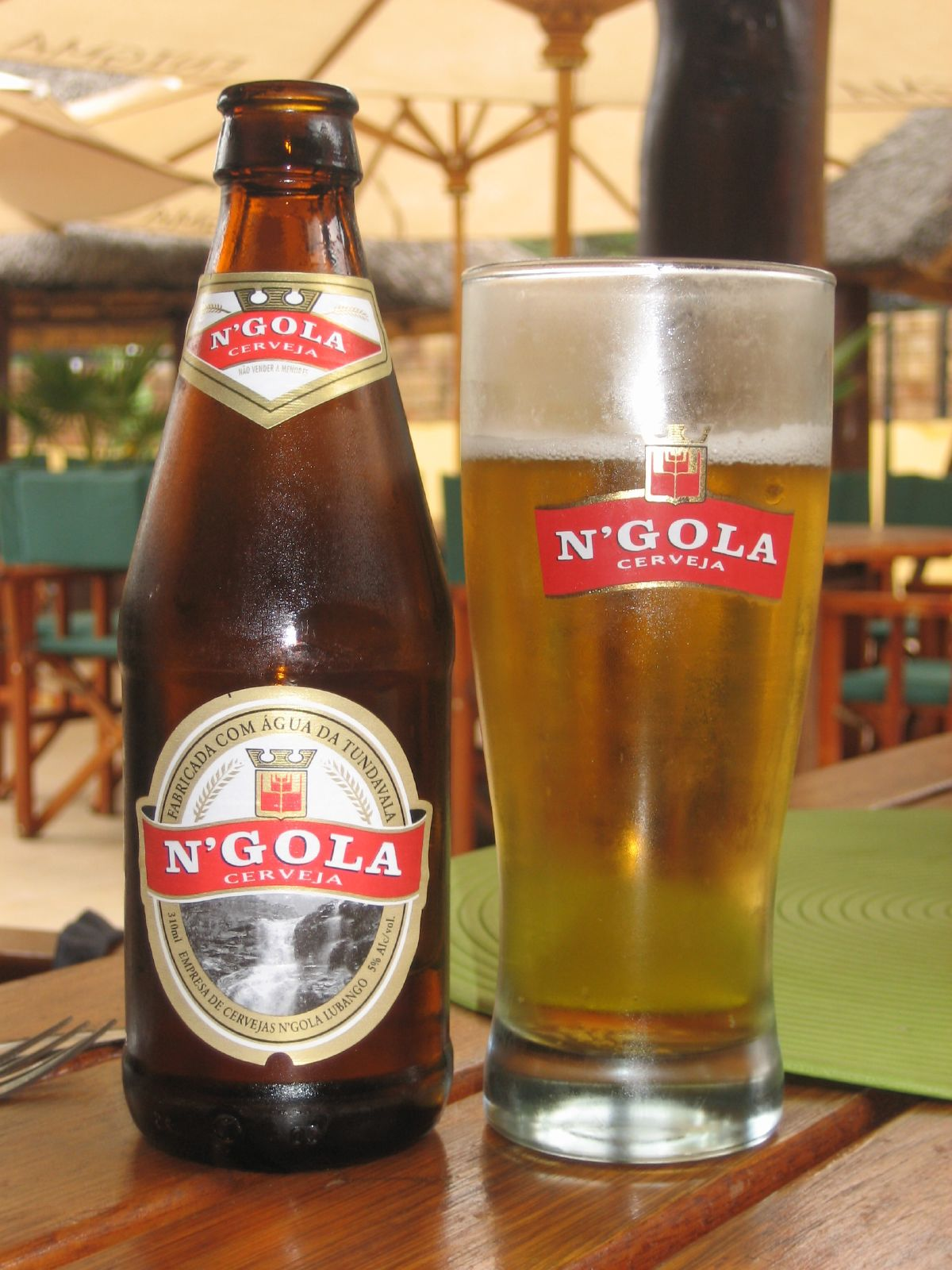
Cerveja N'Gola, một loại bia Angola

Các loại thức uống, thức uống có cồn và không cồn đều phổ biến ở Angola.
Nhiều loại spirit được làm tại nhà, bao gồm capatica (làm từ chuối, một đặc sản của Cuanza Norte), caporoto (làm từ ngô, đặc sản của Malanje); cazi hoặc caxipembe (làm từ vỏ khoai tây và sắn); kimbombo (làm từ ngô), maluva hoặc ocisangua (làm từ nước cây cọ, đôi khi được mô tả là "rượu vang cọ", một đặc sản của Bắc Angola), ngonguenha (làm từ bột sắn rang), và ualende (làm từ mía, khoai lang, ngô, hoặc trái cây, đặc sản của Bie). Các loại thức uống khác là Kapuka (vodka làm tại nhà), ovingundu (rượu mật ong làm từ mật ong), và Whiskey Kota (whisky làm tại nhà).
Các loại thức uống không cồn phổ biến bao gồm Kissangua, một đặc sản của Nam Angola, một loại đồ uống không cồn truyền thống làm từ bột ngô, vì nó được sử dụng làm nghi lẽ chữa bệnh bản địa. Nước ngọt có ga như là Coca-Cola, Pepsi, Mirinda, Sprite, và Fanta cũng phổ biến. Trong khi một số loại nước ngọt có ga được nhập khẩu từ Cộng hòa Nam Phi, Namibia, Brasil, và Bồ Đào Nha, ngành công nghiệp đồ uống có ga ở Angola đang phát triển, với nhà máy Coca-Cola ở Bom Jesus, Bengo (tỉnh), và Lubango mở cửa từ năm 2000.
Mongozo là một loại bia làm tại nhà truyền thống từ hạt cọ, một đặc sản của (Lunda Norte và Lunda Sul). Mongozo từng được ủ bởi người Chokwe trước sự đổ bộ của người châu Âu, mà mongozo bây giờ được sản xuất để xuất khẩu thương mại, bao gồm Bỉ, nơi nó được sản xuất bởi Van Steenberge.
Các loại bia thương mại khác nhau được ủ ở Angola, loại cổ nhất là Cuca, được ủ ở Luanda. Các loại khác bao gồm Eka (ủ ở Dondo ở Cuanza Sul), N'gola (ủ ở Lubango), và Nocal (ủ ở Luanda).